# Einzelspieler

Einzelspieler-Piktogramm

Der Einzelspieler-Modus (englisch singleplayer oder single-player) ist ein Modus in Videospielen, bei dem man ohne weitere menschliche Mit- oder Gegenspieler spielt. Er wird grundlegend unterschieden vom Mehrspielermodus (multiplayer). Während manche Computerspiele entweder Einzel- oder Mehrspielerspiele sind, verfügen viele über sowohl Einzel- als auch Mehrspielermodi.

## Simulierter Mehrspielermodus
Im Einzelspielermodus findet eine Auseinandersetzung des Spielers mit dem Spielsystem statt. Diese Auseinandersetzung kann einer Auseinandersetzung in einem Mehrspielerspiel nachempfunden sein. Die dabei stattfindende Personifikation des Programms hilft, die Ziele und die Motivation für die Auseinandersetzung zu verdeutlichen.
Einzelspielermodi, die den Mehrspielermodus mithilfe von computergesteuerten Kontrahenten simulieren, finden sich oft bei Spielgenres, bei denen der Wettbewerb im Vordergrund steht. Beispiele sind Beat ’em ups oder Rennspiele.

## Interaktive Erzählung im Einzelspielermodus
Meistens spielt man als Einzelspieler eine vom Entwickler in vielen Bereichen vorgegebene Geschichte bis zum Ende des Spieles durch, im Gegensatz zum Mehrspielermodus, wo der Spieler in der Regel ohne fest definierten Handlungsablauf gegen menschliche Mitspieler antritt. Die spielbare Geschichte im Einzelspielermodus wird auch als Mission oder Kampagne bezeichnet (letzteres vor allem in Strategiespielen). Durch die Strukturierung des Spiels, beispielsweise in einzelne Level, besitzt der Game Designer eine größere Kontrolle über die Herausforderungen, denen der Spieler im Spiel begegnet. Dadurch kann etwa die Anpassung des Schwierigkeitsgrads anders gehandhabt werden als in Mehrspielertiteln und der Informationsfluss an den Spieler kontrolliert werden, um ihm so eine gewisse Planungsmöglichkeit zu gewähren. Darüber hinaus können Einzelspieler-Titel individuelle Beeinflussungen der Spielzeit beinhalten, wie das Einlegen von Spielpausen (oft kann über eine Taste im Spiel die Zeit angehalten werden) oder das Abspielen von Zwischensequenzen.

## Soziale Interaktion
Einzelspieler-Titel per se beinhalten prinzipiell erst einmal keine Möglichkeit der unmittelbaren sozialen Interaktion. Werden solche Spiele jedoch in Gegenwart anderer Personen gespielt, beispielsweise in Form eines Arcade-Automaten in einer Gaststätte, ergibt sich daraus möglicherweise eine spontane soziale Interaktion zwischen dem Spieler und dem Zuschauer. Weitere Möglichkeiten bieten etwa die Verwendung von Highscore-Tabellen, die eine Vergleichbarkeit der Spielleistung erlauben. Daneben gibt es durch die virtuelle Realität des Spiels Verbindungspunkte zwischen Spielern desselben Einzelspieler-Titels. Dies kann zu sozialen Interaktionen rund um das Spiel führen, etwa in Form des Austauschs individueller Spielerlebnisse oder über gegenseitige Hilfestellungen, insbesondere bei Spielen mit Erzählstrukturen oder Erkundungsmöglichkeiten, die nicht für jeden Spieler offensichtlich sein müssen (etwa Easter Eggs). Die von Spielern gesammelten Hilfestellungen können zusammengefasst als Komplettlösung im Internet veröffentlicht werden. Eine davon abgeleitete Form des Austauschs sind von Spielern auf Video aufgezeichnete und währenddessen mündlich kommentierte Spielsitzungen (sogenannte Let’s-Play-Videos).
Eine Einzelspielermission kann durch den Koop-Modus mehrspielerkompatibel gemacht werden. Dabei nehmen mehrere über ein Netzwerk verbundene Spieler gemeinsam an einem Spiel teil, das vom Aufbau her einer typischen Einzelspielermission entspricht.